# 立体透视模型

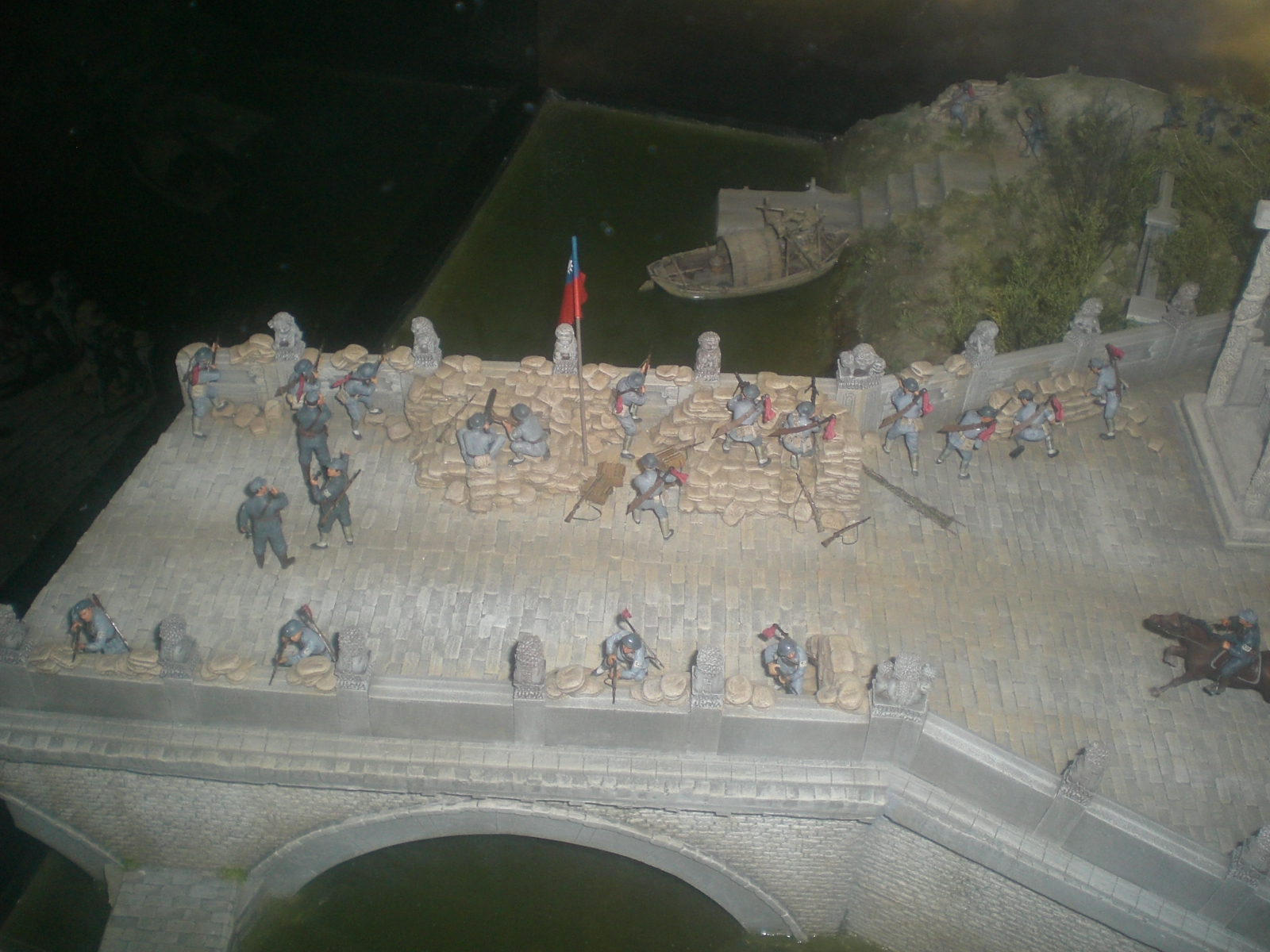
現藏於香港海防博物館的反映七七事變的立体透视模型

立体透视模型（英文：Diorama）又称为「透视画馆」和「情景模型」指的是一种三维等大或微缩模型，通常出现在博物馆的玻璃窗内。立体透视模型通常由其爱好者组装，和军事车辆模型、微缩人物模型或者航空模型构成一个整体。